# Gyulay Béla
Gyulai Gyulay Béla (Sellye, 1844. július 11. – Budapest, 1909. július 25.) bölcseleti doktor, polgáriskolai igazgató, pedagógiai író.

## Életútja
Gyulay György néptanító és Kern Mária fiaként született. Középiskolai tanulmányait Pécsett végezte 1862-ben. Eleinte a papi pályára készült és négy évig teológiát tanult, azután segédlelkész lett; azonban erről lemondott és nevelő lett Bezerédj Antalnál, majd Rudnyánszky Iván bárónál Szentivánfán, illetőleg Pakson 1871-ig. Azután Pesten a Röser Miklós kereskedelmi tanintézetében volt tanár; 1872-ben a fővárosi VI. kerületi községi polgári fiúiskolához neveztetett ki. 1876-től pedig az V. kerületi polgári leányiskola igazgatója volt. 1876-ban középiskolai tanári oklevelet nyert a magyar nyelvből és irodalomból, 1883-ban bölcseleti doktorrá promoveáltatott. 1893-tól a Magyar Pedagógiai Társaságnak pénztárosa volt. Mint igazgató ő szervezte iskolája mellett az első női kereskedelmi tanfolyamot. Tevékeny részt vett az erkölcs-nemesítő egyesületben, melynek titkára; a budapesti népoktatási körnek pedig 1871-től jegyzőjeként működött. Halálát hasnyálmirigyrák okozta. Felesége Kicker Jozefa volt.

## Munkássága
1862-ben lépett fel először az irodalomban a pécsi líceum Évkönyvében költeményeivel; később verset és prózát vegyesen írt a szépirodalmi és ifjúsági lapokba, a Tolnamegyei nőegylet Évkönyvébe, az Egri Népkönyvbe, a Zala-Somogyi Közlönybe (1864. Az iskolatanítók, Déli szomszédaink, Nevelésügyi Közlemények, 1866. Legyünk körültekintők, Az elszegényedés szülőanyja, Az iparról, 1870. Győzzön a jobb, A kötelességérzet, Beethoven Lajos, Paganini karácsonyi ajándéka), a pécsi Kalauzba (1865. Veszprém tan-, nevelő- és jótékony intézetei. 1868. Miért nem vagyunk boldogabbak?), a Zala-Somogyi-Népnaptárba (1866. A természettan köréből), a Tanodai Lapokba (1867. Tanmondatok), a Guttenbergbe (1868. Egy londoni ujságnyomda), az Autonomiába (1869. Reformeszmék, Quousqae tandem), a Fővárosi Lapokba (1869. A német irodalom legrégibb ereklyéi, A német költészet ókori gyöngyei, 1870.), a Somogyba (1870. Az alma nem esik messze fájától, Iparunk és a szakoktatás, Panaszaink főoka, Jólétünk egyik főrugója, Hogy áll Tolnamegye?), a Vasárnapi Ujságba (1871–72), a Szépirodalmi Közlönybe (1871. A magánnevelés ügyében stb.), a Néptanítók Lapjába (1871. Salzmann és működése, A villám elleni védszerekről, Montaigne Mihály, A beszélni tanítás, 1874. A felnőttek oktatásáról, A II. egyet. tanítógyűlés taneszközkiállítása, könyvismertetések stb., 1875. A magyar nyelv tanítása és szakkönyveink, Mit tehetünk az iskolán kívül nyelvünk érdekében, Nagy László, könyvismertetés, 1887. Még néhány szó a felnőttek oktatásáról, 1890. Az erkölcsjavítás s a tanító, 1891. Állítsunk ifjúsági egyesületet stb.), a Pesti Naplóba (1872. Kereskedelmi szakoktatásunk 1890. 349. sz. A nők kereskedelmi és ipari szakoktatása), a Nyelvőrbe (1874. Az i melléknévképző, 1876. A kapcsoló), a Polgári Iskolába (1876. Iskolai értesítők, könyvismertetés stb., 1878. Irásbeli gyakorlatok pragmatikája a polgári iskolában. 1883–84. Az állami felsőbb leányiskolák, A polgári iskolák kérdése stb.), a Paedagogiai Szemlébe (1881. A polgári leányiskola jövője), a Budapesti Hirlapba (1881. Egy szó a nőnevelésről), a Közoktatásba (1882. Hol állítsunk felső nép- és polgári iskolákat? Kereskedelmi szakiskoláink, Komoly szó a tankötelezettség érdekében, Tanító- és tanítónőképző intézetek, Teendőink a népoktatás terén stb., 1883. A II. képviseleti tanítógyűlés. 1885. A magyar közoktatás múltja, 1887. Néhány szó tankönyvirodalmunk érdekében. 1888. A humanismus s a classica philologia a XIV. és XV. században), a Nemzeti Nőnevelésbe (1885. A görög nőnevelés), a Pester Lloydba (1891. két cikk a nők kereskedelmi és ipari szakoktatásáról), az Egyetértésbe (1891. jan. 11. A szaktanfelügyelet), a Magyar Kereskedők Lapjába (1891. Munkásközvetítő egyesületek), a Kereskedelmi Szakoktatásba (1893. A női kereskedelmi tanfolyamokról.)
Álneve: Sellyei Béla.

## Munkái
- Népszerű neveléstan. Jutalmazott pályamű. Budapest, 1872. (Ismertetés Népnevelők Lapja.)
- Magyar−német kereskedelmi levelezőkönyv. Strackerjan, Francia után fordította, Budapest, 1872.
- Az irálytan kézikönyve. Karner János után fordította és átdolgozta Budapest, 1873.
- Kereskedelmi irálytan. Budapest, 1873. (Mittelmann Józseffel együtt.)
- Magyar nyelvtan. Budapest, 1876. (A polgári iskolák számára. Ismertetés Család és Iskola, Protestáns Egyházi és Iskolai Lap, 1883. 10. kiadás. Budapest, 1892.)
- Magyar olvasókönyv. Budapest, 1877. Két rész. (Polgári iskolák számára. I. rész 6. kiadás 1893., 2. rész 5. javított kiadás, 1894. Budapest.)
- Irodalmi ismertető. A költői s prózai műfajok gyakorlati ismertetése, elmélete s irodalma. Budapest, 1880. (5. kiadás. Budapest, 1895.)
- Környei Jánossal, Gyakorlati irálytan. Budapest, 1882. (Átdolgozott kiadás. 9. kiadás. Budapest, 1895.)
- Nőnevelés az ó korban. Budapest, 1883.
- Nőnevelés. Útmutatás a nőnevelés- és nőképzésben. Hatóságok…, szülők, tanügybarátok, tanítók, tanítónők, nevelőnők és a társadalom minden tagja számára. Budapest, 1884. 176 oldal
- Ipariskolai olvasókönyv. Az elsőfokú ipariskolák I–III. évf. számára. Budapest 1885–86. Három kötet. (I. évf. 2. kiadás. Budapest, 1887.)
- Alsófokú kereskedelmi iskolák olvasókönyve. Budapest, 1886. Két kötet. (3. kiadás: Magyar olvasókönyv a kereskedő tanoncziskolák I. és II. oszt. számára. Budapest, 1894.)
- Népoktatásunk a vegyes házbeli királyok korában. Budapest, 1893. (Különnyomat a Magyar Paedagogiából 1892.)

Segédszerkesztője volt a Néptanítók Lapjának 1872 és 1873-ban; szerkesztette a Népnevelők Lapját 1874 és 1875-ben, a Polgári Iskolát 1876-ban; a Közoktatás társszerkesztője volt 1882-től. Előszeretettel foglalkozik a pedagógia történetével; évekig gyűjtötte az adatokat a XIV. és XV. század magyarországi oktatásügyéhez; szerkesztette az évi Jelentéseket és Értesítőket 1877-től.